# Fabrice Jeannet

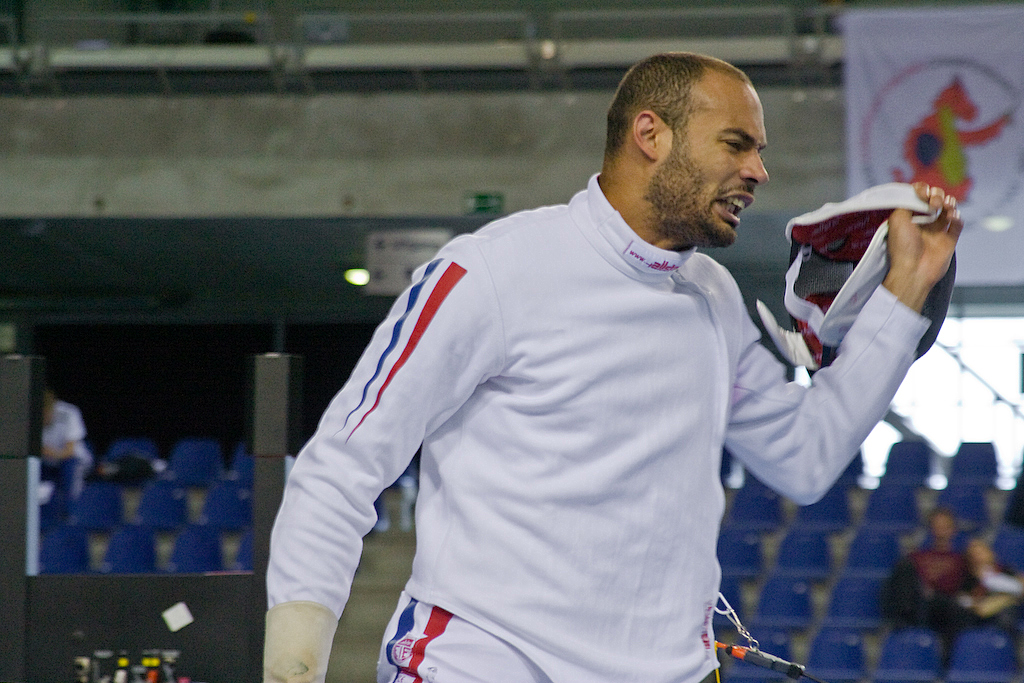
Fabrice Jeannet bei den Europameisterschaften 2007

Fabrice Jeannet (* 20. Oktober 1980 in Fort-de-France, Martinique) ist ein ehemaliger französischer Degenfechter. Er ist fünffacher Weltmeister und wurde zweimal mit der französischen Degenmannschaft Olympiasieger.

## Werdegang
Nach dem Gewinn der Juniorenweltmeisterschaft 2000 erzielte er auch im Seniorenbereich schnell Spitzenresultate. 2001 gewann er bei der im heimischen Nîmes ausgetragenen Weltmeisterschaft sowohl im Einzel, wie auch mit der Mannschaft die Bronzemedaille. Im Jahr darauf wurde er in Lissabon nach Finalniederlage gegen den Russen Pawel Kolobkow Vize-Weltmeister im Einzel und sicherte sich als Mitglied des Degenteams seinen ersten Mannschaftsweltmeistertitel. Schließlich gelang ihm bei der WM 2003 in Havanna auch sein erster und bislang einziger Einzeltitel.
Es folgte eine in sportlicher Hinsicht weniger erfolgreiche Phase. Weltcupsiege blieben aus und bei den Olympischen Sommerspielen 2004 in Athen schied er gegen seinen Teamkollegen Éric Boisse bereits im Viertelfinale aus. Lediglich der Olympiasieg mit dem französischen Degenteam hübschte die Bilanz auf. Bei der WM 2005 in Leipzig konnte die Degenmannschaft mit der Goldmedaille ihren Olympiasieg bestätigen und auch im Einzel kam Jeannet mit Silber wieder zu einem Medaillenerfolg. 2006 und 2007 errang er bei den Weltmeisterschaften in Turin und St. Petersburg seinen dritten und vierten Titel als Mannschaftsweltmeister, im Einzelwettbewerb schied er 2006 bereits in der ersten Runde aus und meldete im Jahr darauf nicht. Im Mai 2008 kündigte Jeannet, noch bevor seine Teilnahme an den Olympischen Sommerspielen in Peking feststand, für September 2008 seinen Rücktritt aus der Nationalmannschaft an. Er wolle sich auf den Aufbau seiner beruflichen Karriere im IT-Bereich konzentrieren. Beim olympischen Wettkampf drang er dann im Einzelwettbewerb bis ins Finale vor und unterlag dort dem Italiener Matteo Tagliariol. Mit der Mannschaft gewann er wieder die Goldmedaille.
Jeannet startet für den Club Lagardère PR und trainiert dort bei Jean-Marie Grubo und Jérôme Roussat. Sein Bruder Jérôme Jeannet focht ebenfalls.

## Erfolge
- Olympische Spiele
  - 2004 in Athen: 5. Einzel, 1. Mannschaft
  - 2008 in Peking: 2. Einzel, 1. Mannschaft
- Weltmeisterschaften
  - 2001 in Nîmes: 3. Einzel, 3. Mannschaft
  - 2002 in Lissabon: 2. Einzel
  - 2003 in Havanna: 1. Einzel
  - 2005 in Leipzig: 1. Mannschaft
  - 2006 in Turin: 1. Mannschaft
  - 2007 in St. Petersburg: 1. Mannschaft
- Europameisterschaften
  - 2007 in Gent: 3. Mannschaft